# 南非国际关系与合作部
国际关系与合作部（英語：Department of International Relations and Cooperation，DIRCO）是南非政府的外交部。它负责南非与外国和国际组织的关系，并管理着南非的駐外外交代表機構。
南非国际关系与合作部前身为外交部，2009年5月南非总统雅各布·祖马下令更名为国际关系与合作部。